# Andrea Marcolongo

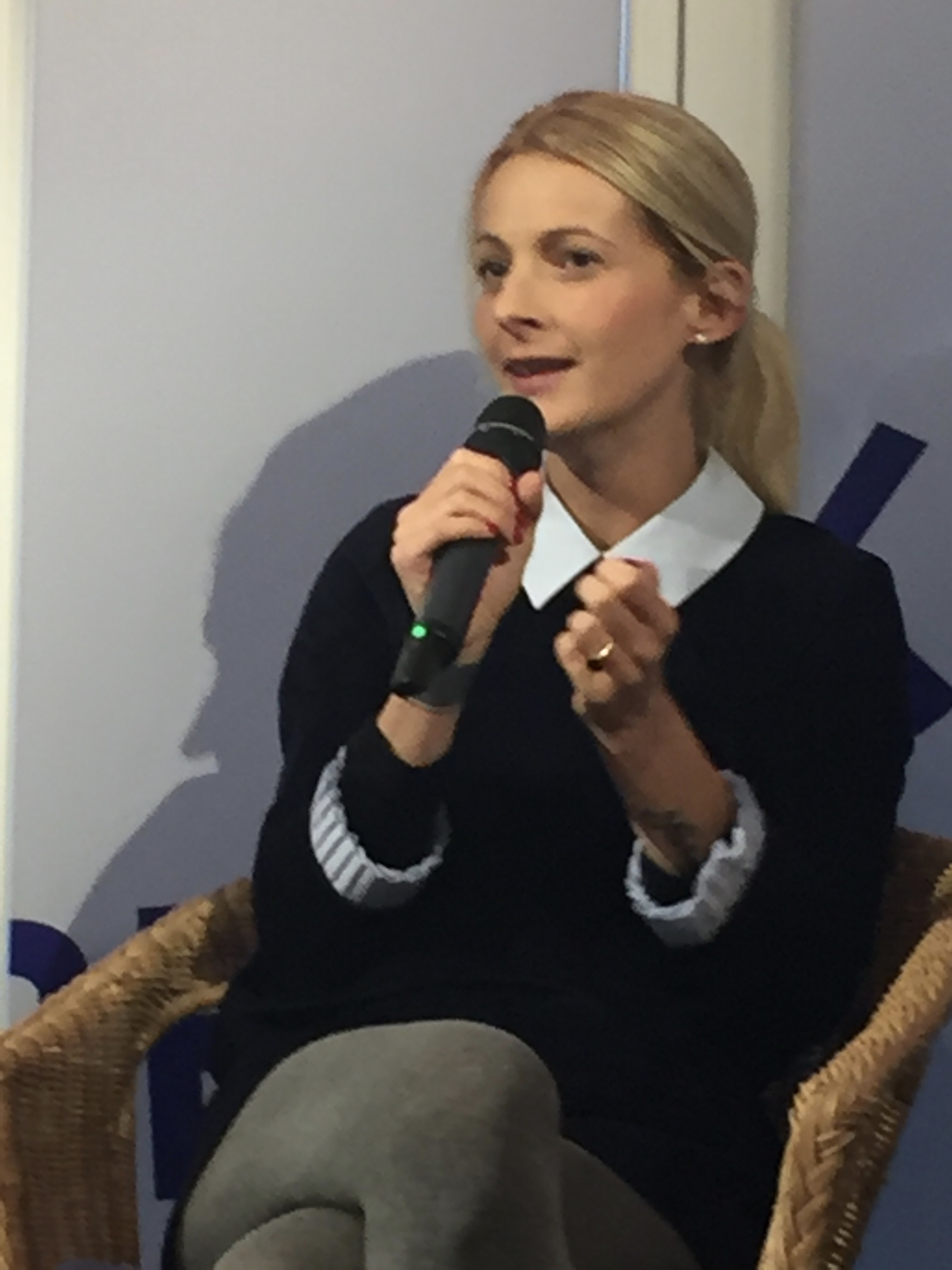
Andrea Marcolongo, 2018

Andrea Marcolongo (* 17. Januar 1987 in Crema, Italien) ist eine italienische Autorin und Journalistin, die u. a. für La Stampa und La Repubblica schreibt. Ihr erstes Buch Warum Altgriechisch genial ist wurde zum internationalen Bestseller mit über 300.000 verkauften Exemplaren.

## Leben
Andrea Marcolongo hat Klassische Philologie an der Universität Mailand studiert und bereits in zehn verschiedenen Städten gelebt, darunter Paris, Dakar, Sarajevo und Livorno. Sie hat unter anderem als Kommunikationsberaterin und Ghostwriterin für die italienische Regierung gearbeitet. Nach eigener Aussage ist das Altgriechische die Liebe ihres Lebens. (Untertitel zu ihrem ersten Buch: Eine Liebeserklärung an die Sprache, mit der alles begann.)

## Werk
- Warum Altgriechisch genial ist, Piper Verlag, 272 Seiten, 2018, ISBN 9783492058797
- Das Meer, die Liebe, der Mut aufzubrechen, Folio Verlag, 237 Seiten, 2020, ISBN 9783852568140